# Sa Cabaneta

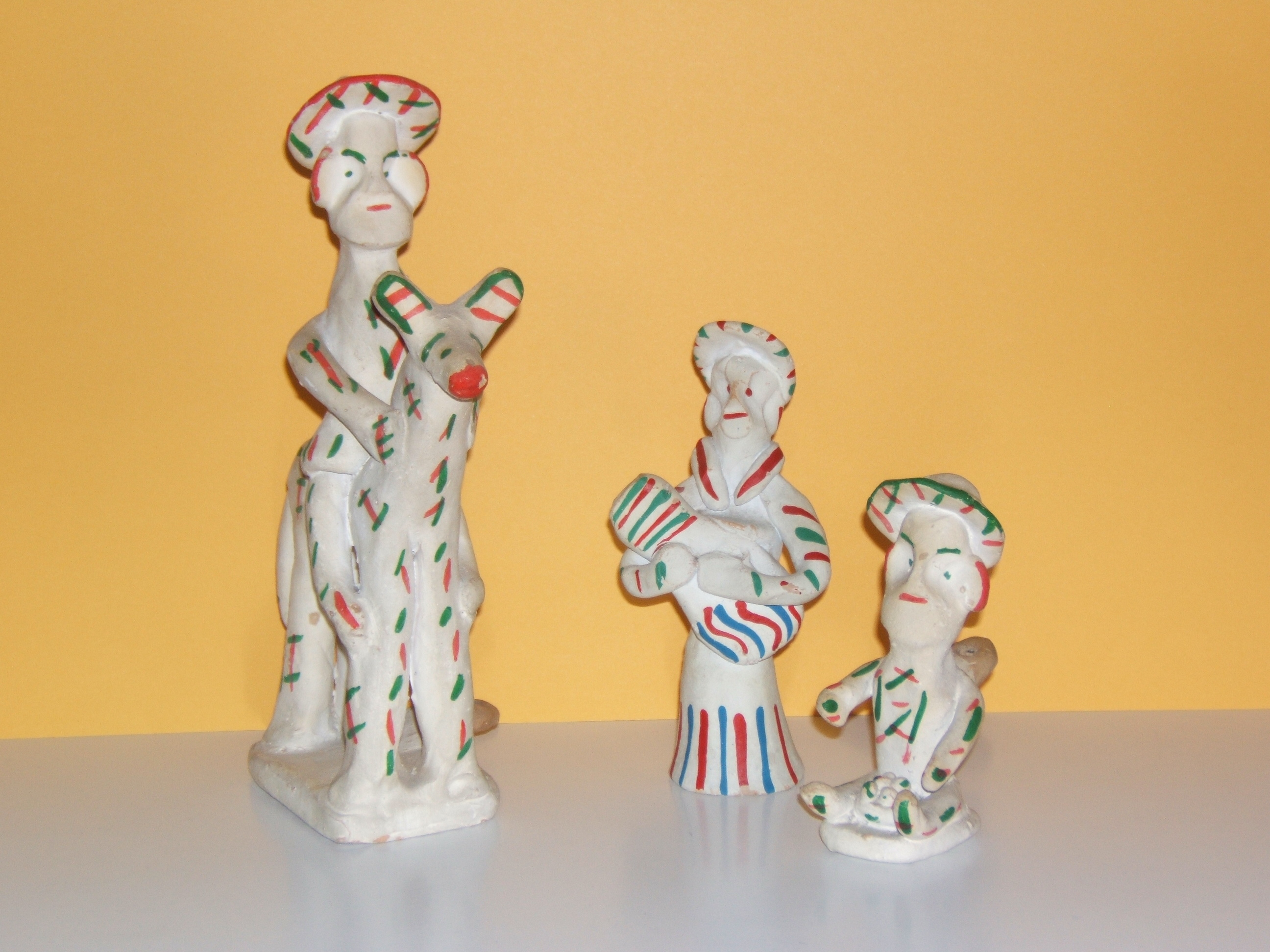
Typische Siurells aus Sa Cabaneta

Sa Cabaneta ist ein Ort auf der Baleareninsel Mallorca, der zur Gemeindeverwaltung Marratxí gehört. Sa Cabaneta liegt rund 13 km nordöstlich von Palma de Mallorca.

## Geschichte
Aus der prähistorischen Kultur zwischen dem 13. und 2. Jahrhundert v. Chr. ist die Besiedlung in Sa Cabaneta bereits bekannt, wie die Funde aus der Höhle von Son Caulelles in Sa Cabaneta belegen. Im Jahr 1745 wurde der Ort gegründet und die Kirche von Sant Marcal errichtet. Der zuerst von Bauern und Arbeitern besiedelte Ort nahm rasch an Einwohnern zu, da in der Umgebung von Palma eine rege Bautätigkeit einsetzte. Im Jahr 1864 wurde die Vorstadtsiedlung von Palma in die Verwaltung von Marratxí übernommen. Im frühen 20. Jahrhundert war die Schuhindustrie der Arbeitgeber der Bevölkerung von Sa Cabaneta. Ab der zweiten Hälfte der 1950er Jahre begann eine soziale und demographische Veränderung, die für ein weiteres allmähliches Wachstum sorgte. Die Nähe zu Palma und die chaotische Stadtentwicklung begünstigten den Ausbau als Wohnort im Randgebiet von Palma. Im Jahr 2011 hatte Sa Cabaneta eine Bevölkerung von 8.083 Einwohnern.

## Handwerkstradition
In Sa Cabaneta ist seit dem 17. Jahrhundert eine der ältesten mallorquinischen Töpfertraditionen zu Hause, hier werden die sogenannten Siurells aus weißbrennendem Ton hergestellt. Die Siurells sind typische Tonfiguren mit eingearbeiteter Pfeife, die als charakteristische mallorquinische Keramik nur von Frauen gefertigt und bemalt werden. Als Instrument wurden sie früher von Bauern und Hirten verwendet, um ihre Herden zusammen zu halten. In einigen mallorquinischen Volkstänzen ist die Pfeife der Siruells noch heute Bestandteil der Musik.
Eine der heute noch aktiven traditionellen Töpfereien in Sa Cabaneta ist Ca Madò Bet des Siurells, besser bekannt als Madò Bet. Sie wurde vor hundert Jahren von Isabel Amengual gegründet, heute setzen ihre Tochter Francisca und ihre Enkelin Coloma die Tradition fort. Die Modelle sind vielfältig, von pseudo-mystischen und geheimnisvollen Fantasiefiguren wie Tieren, Riesen, Dämonen und Zwergen bis hin zu Alltagsdarstellungen. Die kleinen traditionellen Siurells sind normalerweise zwischen zehn und sechzehn Zentimeter hoch, es wurden jedoch schon Siurells mit einem halben Meter Größe gefertigt. 
Das Keramikmuseum Museu del Fang Marratxí beherbergt eine große Sammlung von Siurell-Figuren, die im Jahr 1971 von Antoni Mulet gespendet wurden. Im Jahre 1938 wurden bei archäologischen Ausgrabungen in Palma Figuren gefunden, die den heutigen Siurells ähneln, und auf das 12. oder frühe 13. Jahrhundert datiert werden. Ob die Tonfiguren jedoch ursprünglich aus Mallorca stammen oder aus Kreta oder Sardinien mitgebracht wurden, ist nicht geklärt.
Eine weitere Tradition von Sa Cabaneta ist die Herstellung von Ron Amazona durch die Destille der Familie Cañellas. Es ist ein mittelsüßer Rum, der auf Mallorca nach alter kubanischer Art gebrannt wird. Er wird als Aperitif getrunken und seit fünfzig Jahren weltweit vertrieben.

## Sehenswertes
- Kirche Sant Marçal
- Museo del Barro